# 中国人民解放军火箭军第六十八基地
中国人民解放军火箭军第六十八基地，位于河南省洛阳市，是中国人民解放军火箭军工程保障基地。

## 沿革
1958年，根据国家试验和发展导弹和原子弹的部署，中央军委决定上马导弹综合试验靶场工程和原子弹试验场工程，两项工程代号为0029工程。1958年4月11日，中央军委秘书长黄克诚主持0029工程建设会议，决定成立中国人民解放军工程兵特种工程指挥部（简称“特工指”），代号中国人民解放军7169部队，为兵团级单位，以中国人民志愿军第十九兵团机关、中国人民志愿军工程指挥部、中国人民志愿军后勤部为基础组建，由军委工程兵司令员陈士榘兼任7169部队司令员和政委。7169部队负责导弹综合试验靶场（又称二十一基地）和原子弹试验场（又称二十基地）的工程建设。7169部队下属兵力10余万，其中有工程安装大队，这是第二炮兵工程技术总队的前身。
1961年1月，上级决定7169部队机关从内蒙古自治区额济纳旗移驻河南省洛阳市。1962年春，部队进驻洛阳市龙门新草店。1962年11月，7169部队改为中国人民解放军工程兵工程部，部长赵东寰，该部是军级单位，代号中国人民解放军8277部队，工程安装大队是工程部下属单位。
随着二十基地、二十一基地工程建设任务不断增加，工程安装大队难以胜任，工程兵乃向中央军委提交了扩建工程安装大队的报告。1962年10月18日，国务院副总理兼中国人民解放军总参谋长罗瑞卿签署命令，在工程兵特种指挥部工程技术大队和特种工程指挥部直属分队的基础上，组建中国人民解放军工程兵工程技术总队，代号中国人民解放军总字三五二部队，为师级单位，负责原子弹、导弹和人造地球卫星试验塔架的安装任务。随后，该总队为中国第一次核试验安装铁塔和起爆装置。
1964年10月16日，中国第一颗原子弹爆炸成功。工程兵工程技术总队70多名官兵受到周恩来等党和国家领导人接见。8277部队完成了导弹综合试验靶场和原子弹试验场国防工程任务，陆续从二十基地、二十一基地撤出。工程兵工程技术总队进驻河南省洛阳市龙门。
1966年7月1日，中国地地战略导弹部队和常规战役战术导弹部队成立，周恩来定名为中国人民解放军第二炮兵部队，代号中国人民解放军总字一〇二部队。起初，第二炮兵部队导弹均采用固定发射，当时第二炮兵第五十一基地、第五十二基地、第五十三基地、第五十四基地、第五十五基地、第五十六基地分布在中国各地的深山中，各基地所属的建筑工程兵承担导弹发射坑道建设任务。工程兵工程技术总队6个大队分别配置到上述6个基地，承担地质勘探、地形地貌测绘、导弹发弹平台机电工程安装任务。
1970年底，工程兵工程技术总队机关从河南省洛阳市龙门移驻江苏省徐州市东甸子原装甲兵坦克学校营房。1975年8月，奉命迁回河南省洛阳市，进驻徐家营原第二工程兵学校校址。
1975年9月28日，工程兵工程技术总队划归第二炮兵，专门从事各种导弹阵地的安装建设。1975年12月，根据中央军委决定，工程兵工程技术总队正式划归第二炮兵，作为第二炮兵直属部队，番号为中国人民解放军第二炮兵工程技术总队，代号改为中国人民解放军80590部队，下属6个大队在施工过程中归所在第二炮兵各基地的统一指挥。
1985年百万大裁军中，第二炮兵工程技术总队代号改为中国人民解放军96531部队，下属各大队整建制调整成为团的建制。部队职能除原先的地质勘探、地形地貌测绘、导弹发弹平台机电工程安装之外，增加了通信安装任务，第二炮兵工程技术总队的工程安装业务归第二炮兵装备部管理。
第二炮兵工程技术总队及其前身先后完成了中国第一颗和第三颗原子弹试验塔架、中国第一颗人造地球卫星发射塔架（位于今中国西昌卫星发射中心）的建设任务。1968年至1972年，安装了当时世界上最大的预警雷达玻璃钢天线罩。转隶第二炮兵部队后，第二炮兵工程技术总队从安装中国第一批导弹阵地开始，先后完成不同型号导弹的阵地安装任务。1984年2月，总队受命安装某国防重点工程，1985年成功安装中国第一口某大型号导弹试验井，1994年12月总队提前1年完成该项国防重点工程。该总队高标准建成了中国第一个导弹试验基地、第一代核武库、第一批导弹阵地，还参与建设了人民大会堂、毛主席纪念堂、北京首都机场等工程。
1990年代末，第二炮兵工程技术总队奉命承接大批阵地工程建设任务。当时，该总队已经数年未承接大的施工任务，但该总队克服困难完成了任务。2000年，该总队被中华人民共和国建设部评为“国家一级安装企业”。
2000年代至2010年代，该部队是全军地下工程建设的主体力量，分散在中国20多个省（自治区、直辖市）、数十个施工点位上，担负中国人民解放军第二炮兵部队（2015年12月改为中国人民解放军火箭军）所有导弹阵地和部分军委、战区地下指挥工程施工任务。
2012年3月，该总队改为中国人民解放军第二炮兵工程基地，下属各团改为旅。2015年12月，中国人民解放军第二炮兵部队改为中国人民解放军火箭军，该基地改为中国人民解放军火箭军工程基地，仍是全军唯一一支军级建制的工程部队。
2017年4月18日，中共中央总书记、国家主席、中央军委主席习近平在北京八一大楼接见新调整组建的84个军级单位主官，并对各单位发布训令；中共中央政治局委员、中央军委副主席许其亮宣读习近平主席签发的中央军委关于调整组建军兵种部队和省军区系统军级单位的命令、决定。在这次军级单位调整组建中，以中国人民解放军火箭军工程基地为基础，调整组建中国人民解放军火箭军第六十八基地。

## 编制
2017年组建的火箭军第六十八基地下辖：
- 第六八一旅
- 第六八二旅
- 第六八三旅
- 第六八四旅
- 第六八五旅
- 第六八六旅

## 历任领导
中国人民解放军工程兵工程技术总队
| 总队长 - 赵云龙（1962年—？） - 雷晋川（？—1968年2月） - 孙刚（？—？） …… 副总队长 - 雷晋川（？—？） - 孙刚（？—？） - 刘万通（？—？） …… | 政治委员 - 陈信善（1962年—1969年） …… 副政治委员 - 吴连成（？—？） …… |

| 参谋长 - 孙刚（？—？） - 刘万通（？—？） …… | 政治部主任 |

| 后勤部部长 | 总工程师 副总工程师 |

中国人民解放军第二炮兵工程技术总队
| 总队长 - 李麟昭 大校（1983年5月—1990年2月） - 赵致栩 大校（？—？） - 张余亭 大校（1994年—1997年6月） - 王治民 大校（1997年6月—2001年12月） - 崔振堂 大校（？—？） - 廖炳生 大校（？—2009年） - 王启繁 大校（？—2010年） - 康建国 大校（2010年—2012年） 副总队长 - 马章锁（1975年—1978年） …… - 赵致栩 大校（？—？） …… - 崔振堂 大校（？—？） …… - 唐增轩 大校（？—？） - 周同咸 大校（？—？） - 刘宗宝 大校（？—？） - 贺西安 大校（？—？） - 康建国 大校（？—2010年） | 政治委员 - 王林（？—1980年） - 王际生 大校（？—？） - 钟彦廷 大校（？—？） - 王遂群 大校（？—？） - 高海华 大校（？—？） - 周建波 大校（？—2011年） - 于春福 大校（2011年—2012年） 副政治委员 - 王林（？—？） …… - 刘纯湘 大校（？—？） …… - 刘国政 大校（？—？） - 汪选平 大校（？—2012年） |

| 参谋长 …… - 李麟昭（？—1983年5月） - 李京彰 大校（？—？） …… - 崔振堂 大校（？—？） …… - 袁德华 大校（？—？） - 张玉良 大校（？—2012年） | 政治部主任 …… - 李景华（1981年—1983年） - 赵文庭（1983年5月—1986年1月） - 任富英 大校（？—？） …… - 高海华 大校（？—？） - 汪选平 大校（？—？） - 裴长青 大校（？—2012年） |

| 后勤部部长 …… - 张盘忠 大校（？—？） …… | 总工程师 …… - 赵惠春 大校（？—？） - 青光洲 大校（？—？） …… - 常建伟 大校（？—2012年） …… 副总工程师 |

中国人民解放军火箭军工程基地
| 司令员 - 王启繁 少将（2012年—2016年） - 康建国 大校（2016年7月—2017年） 副司令员 - 康建国 大校（2012年—2016年7月） - 李保弟 大校（？—？） - 刘祖满 大校（？—2017年） | 政治委员 - 卫云 少将（2012年—？） - 赵全红 少将（？—2017年） 副政治委员 - 孙乐 大校（？—？） |

| 参谋长 - 袁德华 大校（2012年—？） | 政治部主任 - 赵全红 大校（？—？） |

| 总工程师 - 李益敏 大校（？—？） | 总经济师 - 贺锡安 大校（？—？） |

中国人民解放军火箭军第六十八基地
| 司令员 - 康建国 少将（2017年—） 副司令员 | 政治委员 - 赵全红 少将（2017年—） 副政治委员 |

| 参谋长 | 政治工作部主任 |

| 总工程师 | 副总工程师 |